# سام والاس
سام والاس هو صحفي رياضي بريطاني، يشغل منصب الكاتب الرئيسي لشؤون كرة القدم في صحيفتيّ الديلي تلغراف وصنداي تلغراف منذ عام 2015. في عام 2021، نال جائزتي "سبق العام" و"صحفي كرة القدم للعام" في جوائز جمعية الصحفيين الرياضيين البريطانية ، كما حصل على جائزتي هيو ماكيلفاني لأفضل صحفي رياضي، وأفضل خبر رياضي في جوائز الصحافة البريطانية .

## النشأة والتعليم
ولد والاس في ستيفنيج، هارتفوردشير. تخرج من كلية روبنسون، جامعة كامبريدج حائزًا على درجة في الأدب الإنجليزي. والده كان يعمل مدرسًا للغة الإنجليزية في مدرسة باركلي في ستيفنيج، وكان سام زميلًا دراسيًا للاعب الغولف إيان بولتر، الذي ذكر في سيرته الذاتية أن الاثنين لعبا سويًا في فريق المدرسة، وكان والاس يكتب تقارير المباريات. كما عمل والاس كصبي كرات في مباراة إنجلترا ضد البرازيل عام 1990 على ملعب ويمبلي. وفازت إنجلترا بالمباراة 1–0 بفضل هدف غاري لينيكر.

## المسيرة المهنية
التحق والاس ببرنامج التدريب الصحفي في الديلي تلغراف عام 1999، وعمل فيها لأكثر من خمس سنوات باستثناء فترة قصيرة في صحيفة إيفنينغ ستاندرد  كصحفي أخبار. في يناير 2002، أصبح مراسل الشؤون الكروية في شمال غرب إنجلترا ومقره مانشستر. في ديسمبر 2004، انضم إلى صحيفة الإندبندنت، وتدرج ليصبح مراسلها الرئيسي لكرة القدم. في صيف 2015، عاد إلى الديلي تلغراف ككاتب رئيسي لكرة القدم. ظهرت مقالاته الأخيرة في الإندبندنت في أكتوبر 2015.
شارك والاس أيضًا في برامج بودكاست مثل توتال فوتبول وأوديو فوتبول كلوب التي تنتجها التلغراف.

## الجوائز
رُشِّح والاس لعدة جوائز منها:
- جائزة المراسل المتخصص في جوائز جمعية الصحفيين الرياضيين البريطانية لعام 2009.[14]
- جائزة كاتب العام من اتحاد مشجعي كرة القدم عام 2014.[15]
- جائزة كاتب كرة القدم للعام في 2015، وتقدير خاص في 2016، ومرتين في 2018 و2019.[16][17][18]
- في عام 2020، حصل على الميدالية البرونزية.[19]
- ترشّح لجائزة أفضل كاتب في جوائز اتحاد مشجعي كرة القدم عام 2021.[20]

## الظهور الإعلامي
ظهر والاس كمحلل رياضي في برنامج صنداي سبليمنت على سكاي سبورتس، وفي مايو 2020 بُث تعليق خاص له عن المغني موريسي بالخطأ، ما استدعى اعتذارًا رسميًا. كما شارك في تغطيات بي بي سي سبورت على التلفاز والإذاعة، وظهر أيضًا في بودكاست رسمي لنادي كريستال بالاس.